# Helgøya (Karlsøy)
Helgøya er en ø i Karlsøy kommune i Troms og Finnmark fylke i Norge. Øen ligger mellem Ringvassøya, Vannøya og Nordkvaløya. Helgøysundet i syd, Råsa i vest og Hamrefjorden i nordøst skiller øerne. Den har et areal på 42,82 km².

Navnet Helgøy kommer af Helløy, Helgøy eller Heiløy; «den hellige øya». Helgøya har haft kirkested fra 1200-tallet. Kirkestedet var tidligere et aktivt handelssted og knudepunkt for fiskere i regionen. Helgøy var en selvstændig kommune frem til 1964, da kommunestyret flyttede til Karlsøy. Helgøy kommune bestod af den vestlige del af nutidens Karlsøy kommune. Kirkestedet Helgøy havde eget posthus og færgeforbindelse frem til 1999. Nu er Helgøya fraflyttet og bliver mest brugt som feriested.
Kejser Wilhelm 2. af Tyskland besøgte Helgøy flere gange før 1914.
Den kirke som står på Helgøy i dag, blev bragt til øen fra Hamn (no) i Senja i januar 1888. Den kom til Hamn ca. 1877, før dette havde den stået på Hemnes i Helgeland, og var oprindelig bygget i 1741. Kirken den erstattede på Helgøy havde stået der i 225 år. Helgøy kirke bliver stadig brugt ved særlige anledninger, og så arrangeres der bådforbindelse til øen.